# Osservatorio meteorologico di Vienna Hohe Warte

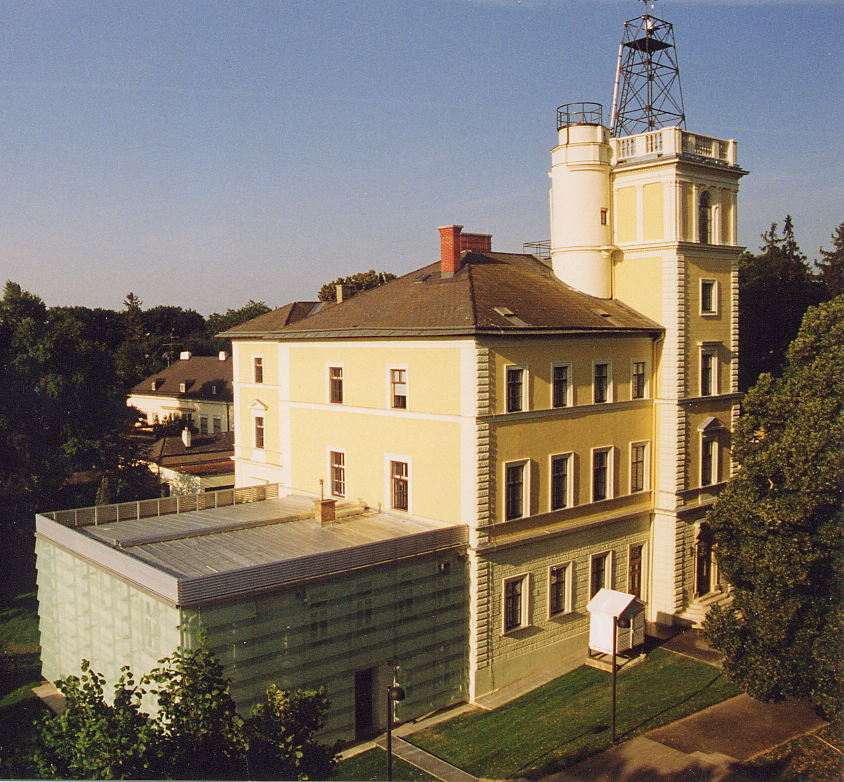
La sede dell'osservatorio

L'osservatorio meteorologico di Vienna Hohe Warte, in tedesco Meteorologisches Observatorium Wien-Hohe Warte, è il principale osservatorio della capitale austriaca.

## Storia
La stazione meteorologica e l'osservatorio iniziarono la propria attività nel 1872 presso l'attuale sede di Vienna-Döbling, Hohe Warte 38. Fin dalla sua fondazione divenne la sede centrale del servizio meteorologico austriaco; le registrazioni di dati meteorologici furono parallelamente affiancate anche dalle attività di geofisica di cui fin dalle origini si occupava l'ente gestore.
Alla fine degli anni cinquanta del secolo scorso iniziarono i lavori di ammodernamento ed ampliamento della sede dell'osservatorio, che andarono avanti fino agli inizi degli anni settanta quando venne completata la torre dotata di radar meteorologico. Contemporaneamente, venne iniziato anche l'allestimento della biblioteca di meteorologia e di geofisica che custodisce le principali pubblicazioni delle rispettive discipline scientifiche.

## Caratteristiche
L'osservatorio meteorologico è situato in Austria, nella città di Vienna, nel quartiere di Döbling, sulle prime propaggini collinari dell'area cittadina nord-occidentale a 202 metri s.l.m. e alle coordinate geografiche 48°14′54.55″N 16°21′22.47″E.
La stazione meteorologica, gestita direttamente dal servizio meteorologico austriaco, rientra tra le stazioni internazionali della rete dell'Organizzazione Meteorologica Mondiale ed è identificata dal codice WMO 11035.
La stazione è dotata di moderni strumenti che permettono le registrazioni giornaliere dei dati relativi a numerosi parametri meteorologici, tra i quali temperatura, precipitazioni, umidità relativa, eliofania, direzione e intensità del vento, mentre il personale effettua anche osservazioni e misurazioni relative alle nevicate, al numero di giorni di manto nevoso, al numero di giorni con precipitazioni di grandine o graupel.

## Medie climatiche 1971-2000
In base alle medie climatiche calcolate per il trentennio 1971-2000, la temperatura media del mese più freddo, gennaio, si attesta a +0,1 °C, mentre la temperatura media del mese più caldo, luglio, è di +20,2 °C; la temperatura media annua si attesta a +10,2 °C. Mediamente si contano nel corso dell'anno 66,2 giorni di gelo, 21 giorni di ghiaccio e 11,5 giorni con temperature massime uguali o superiori ai 30 °C.
Nel medesimo trentennio, le precipitazioni medie annue fanno registrare il valore di 620,3 mm, risultando mediamente distribuite in 94,8 giorni di pioggia; mentre i giorni di pioggia sono pressoché costanti nelle 4 stagioni, gli accumuli pluviometrici tendono a concentrarsi in modo maggiore nei mesi estivi. La nevosità media annua si attesta a 68,3 cm, ripartiti stagionalmente in 50,6 cm medi in inverno, 9,8 cm medi in primavera e 7,9 cm medi in autunno; la massima nevosità mensile media viene registrata in gennaio con 18,6 cm. Il manto nevoso eguale o superiore a 1 cm risulta mediamente presente per 39,3 giorni annui, ripartiti stagionalmente in 32,2 giorni medi in inverno, 4,4 giorni medi in primavera e 2,7 giorni medi in autunno; il mese di gennaio è quello in cui il manto nevoso risulta maggiormente persistente con un numero medio di 13,9 giorni. Mediamente si verificano 3,6 giorni all'anno con precipitazioni di grandine o graupel, distribuiti stagionalmente in 1,8 giorni medi in inverno e 0,6 giorni medi nelle altre tre stagioni; il mese di gennaio con 0,7 giorni medi è quello statisticamente più sottoposto a tali fenomeni atmosferici, mentre quelli di settembre e ottobre con 0,1 giorni medi sono quelli in cui tali tipi di precipitazioni atmosferiche si verificano più raramente.
L'eliofania assoluta media annua fa registrare nello stesso trentennio il valore medio di 4,9 ore giornaliere, con minimo di 1,7 ore medie giornaliere in dicembre e massimo di 7,8 ore medie giornaliere in luglio.
Nel medesimo trentennio, il vento dominante in ogni mese dell'anno risulta quello di ponente; l'intensità media annua si attesta a 3,5 m/s, con intensità media stagionale maggiore in inverno con 3,7 m/s e minore in autunno con 3,3 m/s; il mese mediamente più ventoso risulta dicembre con 3,8 m/s, quelli meno ventosi agosto e settembre con 3,1 m/s.
| Vienna Hohe Warte (1971-2000)      | Mesi  | Mesi  | Mesi  | Mesi  | Mesi  | Mesi  | Mesi  | Mesi  | Mesi  | Mesi  | Mesi  | Mesi  | Stagioni | Stagioni | Stagioni | Stagioni | Anno  |
| Vienna Hohe Warte (1971-2000)      | Gen   | Feb   | Mar   | Apr   | Mag   | Giu   | Lug   | Ago   | Set   | Ott   | Nov   | Dic   | Inv      | Pri      | Est      | Aut      | Anno  |
| ---------------------------------- | ----- | ----- | ----- | ----- | ----- | ----- | ----- | ----- | ----- | ----- | ----- | ----- | -------- | -------- | -------- | -------- | ----- |
| T. max. media (°C)                 | 2,9   | 5,1   | 10,3  | 15,2  | 20,5  | 23,4  | 25,6  | 25,4  | 20,3  | 14,2  | 7,5   | 4,0   | 4,0      | 15,3     | 24,8     | 14,0     | 14,5  |
| T. media (°C)                      | 0,1   | 1,6   | 5,7   | 10,0  | 15,2  | 18,2  | 20,2  | 19,8  | 15,3  | 9,9   | 4,6   | 1,5   | 1,1      | 10,3     | 19,4     | 9,9      | 10,2  |
| T. min. media (°C)                 | −2,0  | −0,9  | 2,4   | 5,8   | 10,5  | 13,5  | 15,4  | 15,3  | 11,7  | 7,0   | 2,4   | −0,5  | −1,1     | 6,2      | 14,7     | 7,0      | 6,7   |
| Giorni di calura (Tmax ≥ 30 °C)    | 0,0   | 0,0   | 0,0   | 0,0   | 0,1   | 1,5   | 4,7   | 5,0   | 0,2   | 0,0   | 0,0   | 0,0   | 0,0      | 0,1      | 11,2     | 0,2      | 11,5  |
| Giorni di gelo (Tmin ≤ 0 °C)       | 19,9  | 14,6  | 7,2   | 0,8   | 0,0   | 0,0   | 0,0   | 0,0   | 0,0   | 1,1   | 7,5   | 15,1  | 49,6     | 8,0      | 0,0      | 8,6      | 66,2  |
| Giorni di ghiaccio (Tmax ≤ 0 °C)   | 8,8   | 4,4   | 0,8   | 0,0   | 0,0   | 0,0   | 0,0   | 0,0   | 0,0   | 0,0   | 1,4   | 5,6   | 18,8     | 0,8      | 0,0      | 1,4      | 21,0  |
| Precipitazioni (mm)                | 37,2  | 39,4  | 46,1  | 51,7  | 61,8  | 70,2  | 68,2  | 57,8  | 53,5  | 40,0  | 50,0  | 44,4  | 121,0    | 159,6    | 196,2    | 143,5    | 620,3 |
| Giorni di pioggia                  | 7,3   | 7,6   | 8,3   | 7,5   | 8,5   | 9,1   | 9,0   | 8,0   | 7,0   | 6,0   | 8,3   | 8,2   | 23,1     | 24,3     | 26,1     | 21,3     | 94,8  |
| Nevicate (cm)                      | 18,6  | 15,6  | 8,3   | 1,5   | 0,0   | 0,0   | 0,0   | 0,0   | 0,0   | 0,0   | 7,9   | 16,4  | 50,6     | 9,8      | 0,0      | 7,9      | 68,3  |
| Giorni con manto nevoso ≥ 1 cm     | 13,9  | 10,0  | 4,0   | 0,4   | 0,0   | 0,0   | 0,0   | 0,0   | 0,0   | 0,0   | 2,7   | 8,3   | 32,2     | 4,4      | 0,0      | 2,7      | 39,3  |
| Giorni di grandine                 | 0,7   | 0,5   | 0,2   | 0,2   | 0,2   | 0,2   | 0,2   | 0,2   | 0,1   | 0,1   | 0,4   | 0,6   | 1,8      | 0,6      | 0,6      | 0,6      | 3,6   |
| Eliofania assoluta (ore al giorno) | 2,0   | 3,2   | 4,2   | 5,8   | 7,4   | 7,4   | 7,8   | 7,7   | 5,6   | 4,2   | 2,2   | 1,7   | 2,3      | 5,8      | 7,6      | 4,0      | 4,9   |
| Vento (direzione-m/s)              | W 3,7 | W 3,7 | W 3,7 | W 3,7 | W 3,4 | W 3,6 | W 3,4 | W 3,1 | W 3,1 | W 3,2 | W 3,5 | W 3,8 | 3,7      | 3,6      | 3,4      | 3,3      | 3,5   |

## Temperature estreme mensili dal 1872 in poi
Nella tabella sottostante sono indicate le temperature estreme mensili registrate dal 1872 in poi con il relativo anno in cui sono state registrate. La temperatura massima assoluta finora registrata è di +38,5 °C e risale all'8 agosto 2013, mentre la temperatura minima assoluta finora rilevata è di -26,3 °C ed è datata 11 febbraio 1929.
| Vienna Hohe Warte (1872-2023) | Mesi         | Mesi         | Mesi         | Mesi        | Mesi        | Mesi        | Mesi        | Mesi        | Mesi        | Mesi        | Mesi         | Mesi         | Stagioni | Stagioni | Stagioni | Stagioni | Anno  |
| Vienna Hohe Warte (1872-2023) | Gen          | Feb          | Mar          | Apr         | Mag         | Giu         | Lug         | Ago         | Set         | Ott         | Nov          | Dic          | Inv      | Pri      | Est      | Aut      | Anno  |
| ----------------------------- | ------------ | ------------ | ------------ | ----------- | ----------- | ----------- | ----------- | ----------- | ----------- | ----------- | ------------ | ------------ | -------- | -------- | -------- | -------- | ----- |
| T. max. assoluta (°C)         | 18,7 (2002)  | 20,6 (1903)  | 25,5 (1989)  | 30,0 (2012) | 33,7 (2005) | 36,1 (1950) | 38,3 (1957) | 38,5 (2013) | 33,3 (2015) | 27,8 (1956) | 21,7 (1970)  | 17,1 (1915)  | 20,6     | 33,7     | 38,5     | 33,3     | 38,5  |
| T. min. assoluta (°C)         | −22,2 (1893) | −26,3 (1929) | −16,3 (1886) | −8,1 (1900) | −1,1 (1876) | 3,2 (1928)  | 7,1 (1962)  | 6,9 (1881)  | −0,6 (1875) | −9,1 (1920) | −14,3 (1892) | −20,7 (1927) | −26,3    | −16,3    | 3,2      | −14,3    | −26,3 |